# 安田祐香
安田 祐香（やすだ ゆうか、2000年12月24日 - ）は、日本の女子プロゴルファー。所属はNEC。兵庫県神戸市出身。
3歳上の姉の影響で、7歳からゴルフを始める。

## アマチュア時代
小学3年生で古閑美保や上田桃子を輩出した「坂田ジュニアゴルフ塾」（通称：坂田塾）に入門。この時から坂田信弘に師事している。
小学生時代の2012年「兵庫県ジュニアゴルフ選手権競技」（小学生女子の部）で優勝。
小学校卒業直後の2013年4月、第30回アオノジュニアゴルフ大会小学生高学年の部に出場、後に高校の同級生となり、ナショナルチームでもチームメイトになる古江彩佳との優勝争いとなってサドンデスのプレーオフで古江に敗れた記録が残っている。
中学生時代の2015年「TSURUYA CUPスポニチゴルフチャレンジ」決勝大会で優勝。
2016年に滝川第二高校へ進学、ここで古江と同級生となる。高校生時代の2017年6月「日本女子アマチュアゴルフ選手権競技」で優勝、その後同年7月よりJGAナショナルチーム入り。2018年にはナショナルチームの一員として古江と共に「トヨタジュニアゴルフワールドカップ」で女子団体優勝、女子個人優勝タイの成績を残す。
また、高校生時代から日本女子プロゴルフ協会（JLPGA）ツアーにもアマチュアとして出場、2018年の同ツアー「大東建託・いい部屋ネットレディス」で3位タイになるなど、何度もローアマチュアに輝いている。
2019年に大手前大学現代社会学部へ進学、ゴルフ部に所属して大学の大会にも出場していた。同年には「アジア太平洋女子アマ」を制し、開催第1回の「オーガスタ・ナショナル女子アマチュアゴルフ選手権」に日本から唯一出場、後にプロ入り同期となる笹生優花（ユウカ・サソウ）と共に3位タイとなった他、全米女子プロゴルフ協会（USLPGA）ツアーのメジャー大会「エビアン選手権」と「AIG全英女子オープン」にもアマチュアとして出場した。また高校生時代から引き続きJLPGAツアーにもアマチュアとして出場している。
世界アマチュアゴルフランキング最高位は7位。
2019年11月、JLPGA最終プロテストに進出し、4日間トータルで283（5アンダー）の4位タイとなり初挑戦で合格を果たした。
2020年1月1日付でJLPGAに入会。プロ入りを機に東急エージェンシープロミックスとマネジメント契約、2月にはNECと所属契約を結んだ。

## プロ戦績
2020-21年シーズン
- 9th フジサンケイレディスクラシックと第48回ミヤギテレビ杯ダンロップ女子オープンゴルフトーナメントの8位タイが最高。

賞金ランキング69位及びメルセデスランキング67位となったため、翌年のシード権を獲得出来ず、このためクオリファイングトーナメント（QT）に回り、そこで20位となり翌年前半戦の出場資格を得た。
2022年シーズン
- 4月の40th フジサンケイレディスクラシックで3位タイに入りプロ入り後最高位となるなど、前半戦でTOP10入り2回。
- 7月、第1回QTリランキング期限となるニッポンハムレディスクラシック終了時点で13位となり、ミヤギテレビ杯ダンロップ女子オープンゴルフトーナメント（9月下旬）までの出場権を獲得した。終盤戦は調子を落とすもののメルセデスランキング53位で終え翌年前半戦の出場資格を得た。

2023年シーズン
- 4月のKKT杯バンテリンレディスで5位タイ、フジサンケイレディスクラシックで2位タイと2試合連続トップ5入り等トップ10入り4試合でメルセデスランキング35位に入り翌年の初の通年シードを獲得した。

2024年シーズン
- 5月のブリヂストンレディスオープンでシーズン初のトップ10（7位タイ）入りすると6月以降トップ10入り5回と調子を上げ、9月のミヤギテレビ杯ダンロップ女子オープンで初日65の首位スタートを切り、最終日も悪天候のため9ホール計27ホールの短縮競技となる中、34にまとめ通算9アンダーで2位に3打差をつけ、133試合目でツアー初優勝を手にした[21]。

2025年シーズン
- 4月の富士フイルム・スタジオアリス女子オープンにて、最終日最終組で首位と1打差の2位でスタートし、途中でトップに並ぶ場面もあったが終始我慢のゴルフを展開、1組前で単独トップだった中村心がボギーを叩くなどした為、競技終了時点で-9アンダーで中村、河本結と並んでプレーオフとなった。激しい雨の中でのプレーオフでは1ホール目で中村が脱落、河本との一騎打ちとなった後の4ホール目で河本がミスからボギーを叩いた後、バーディーパットは決められなかったが残りのパーパットを決めてツアー2勝目を挙げた[22]。

## トーナメント優勝

### ツアー優勝

#### JLPGAツアー（2）
| 勝数         |
| メジャー (0) |
| ツアー (2)   |

| No. | Date                 | Tournament                               | スコア             | 2位との差  | 2位（タイ）                  |
| --- | -------------------- | ---------------------------------------- | ------------------ | ---------- | ---------------------------- |
| 1   | 2024年9月20日 - 22日 | ミヤギテレビ杯ダンロップ女子オープン     | −9（65-34=99）     | 3打差      | 藤田さいき 岩井千怜 渡邉彩香 |
| 2   | 2025年4月11日 - 13日 | 富士フイルム・スタジオアリス女子オープン | −9（65-71-71=207） | プレーオフ | 河本結 中村心                |

## プロフィール
- 出身：兵庫県神戸市。
- 家族：父・母・姉の4人。愛犬トイプードルのイブ
- 師匠：坂田信弘
- 所属：NEC
- スポンサー：兵庫トヨタ
- サポート：
- 用具：ダンロップ SPORTS ＃ボールスリクソン＃シューズアシックス
- ウェア：オークリー
- マネジメント：東急エージェンシー

### 逸話
神戸市営地下鉄海岸線の各駅には、海岸線開業にあたって神戸市交通局が募集した2000年生まれの赤ちゃんの「手形・足形タイル」が飾られており、古江彩佳と共にハーバーランド駅には自身の赤ちゃん時代の手形足形が飾られている。

## テレビ出演
- 「あすリート」 読売テレビ放送（2018年6月30日放送）[23]
- 「セカマチ～世界は君をまっている～」テレビ大阪（2018年12月28日放送）
- 「S-PARK」フジテレビジョン（2019年11月10日放送）スタジオ生出演